# Liste des localités du Jász-Nagykun-Szolnok
Cette page liste les localités du comitat hongrois de Jász-Nagykun-Szolnok. On distingue quatre catégories de localités : les communes (község), les grandes-communes (nagyközség), les villes (város) et les villes de droit comital (megyei jogú város).

## Communes
- Alattyán
- Berekfürdő
- Csataszög
- Cserkeszőlő
- Csépa
- Hunyadfalva
- Jánoshida
- Jászágó
- Jászalsószentgyörgy
- Jászboldogháza
- Jászdózsa
- Jászfelsőszentgyörgy
- Jászivány
- Jászjákóhalma
- Jászszentandrás
- Jásztelek
- Kengyel
- Kétpó
- Kőtelek
- Kuncsorba
- Mesterszállás
- Mezőhék
- Nagyiván
- Nagykörű
- Nagyrév
- Pusztamonostor
- Rákócziújfalu
- Szajol
- Szelevény
- Tiszabő
- Tiszabura
- Tiszaderzs
- Tiszagyenda
- Tiszavárkony
- Tiszaigar
- Tiszainoka
- Tiszajenő
- Tiszakürt
- Tiszaörs
- Tiszapüspöki
- Tiszaroff
- Tiszasas
- Tiszaszentimre
- Tiszaszőlős
- Tiszatenyő
- Tomajmonostora
- Tószeg
- Vezseny
- Zagyvarékas

## Grandes-communes
- Cibakháza
- Jászladány
- Kunmadaras
- Öcsöd

## Villes
- Jászberény
- Törökszentmiklós
- Karcag
- Mezőtúr
- Kisújszállás
- Tiszaföldvár
- Tiszafüred
- Túrkeve
- Jászapáti
- Kunszentmárton
- Jászárokszállás
- Kunhegyes
- Fegyvernek
- Martfű
- Újszász
- Jászkisér
- Rákóczifalva
- Jászfényszaru
- Kenderes
- Abádszalók
- Besenyszög

## Ville de droit comital
- Szolnok